# Kamczatka (film)
Kamczatka (hiszp. Kamchatka) – argentyńsko-hiszpański dramat filmowy z 2002 roku w reżyserii Marcelo Piñeyro. Zdjęcia kręcono w Mar del Plata. Premiera w Argentynie odbyła się 17 października 2002 roku. 
Film był oficjalnym argentyńskim kandydatem do Oscara dla najlepszego filmu międzynarodowego, ale ostatecznie nie zdobył nominacji. Akcja rozgrywa się w Argentynie podczas brudnej wojny w 1970 roku i opowiada historię czteroosobowej rodziny ukrywającej się przed rządem na obrzeżach Buenos Aires.

## Fabuła
Akcja filmu rozgrywa się w czasie cywilno-wojskowej dyktatury. Trudna sytuacja w kraju przedstawiona jest z perspektywy dziesięcioletniego chłopca (Harry'ego), który nie jest w pełni świadom powagi mających miejsce zdarzeń. Po zniknięciu dysydenckich przyjaciół obrońca praw człowieka (Ricardo Darín) i jego żona zajmująca się karierą naukową (Cecilia Roth) uciekają z miasta i ukrywają się przed żandarmerią wojskową w pustym domku letnim. Zabierają ze sobą swoich dwóch synów – Harry'ego i Simona (Małego). Rodzina przyjmuje nową tożsamość i próbuje prowadzić normalne życie. Po jakimś czasie dołącza do nich student używający pseudonimu Lucas (Tomás Fonzi).

## Obsada
- Ricardo Darín (ojciec „David Vicente”)
- Cecilia Roth (mama)
- Héctor Alterio (dziadek)
- Fernanda Mistral (babcia)
- Tomás Fonzi (Lucas)
- Mónica Scapparone (mama Bertuccia)
- Milton de la Canal (Simon)
- Matías del Pozo (Harry)
- Evelyn Domínguez (dziewczynka z ciemnymi włosami)
- Leticia Brédice (nauczycielka)
- Nicolás Cantafio (Bertuccio)
- Gabriel Galíndez (funkcjonariusz wojskowy)
- María Socas (przyjaciółka mamy Harry'ego)
- Juan Carrasco (ksiądz)
- Demián Bugallo (kolega ze szkoły Harry'ego)
- Oscar Ferrigno (syn) (ojciec Juan)
- Alberto Silva (mężczyzna w pociągu)
- Claudio Zarate
- Juan Jose Nazario Montañana